# نابوت ارتكازي
النابوت الارتكازي أو النابتة الارتكازية، (جمع: نابوتات ارتكازية، نابتات ارتكازية) (Enthesophytes) هي نتوءات عظمية غير طبيعية عند منطقة تعلق الوتر أو الرباط.لا ينبغي الخلط بينها وبين النابتات العظمية، وهي عبارة عن نتوءات عظمية غير طبيعية في مساحات المفاصل. النابتات الارتكازية والنابتات العظمية هي استجابات عظمية للإجهاد.

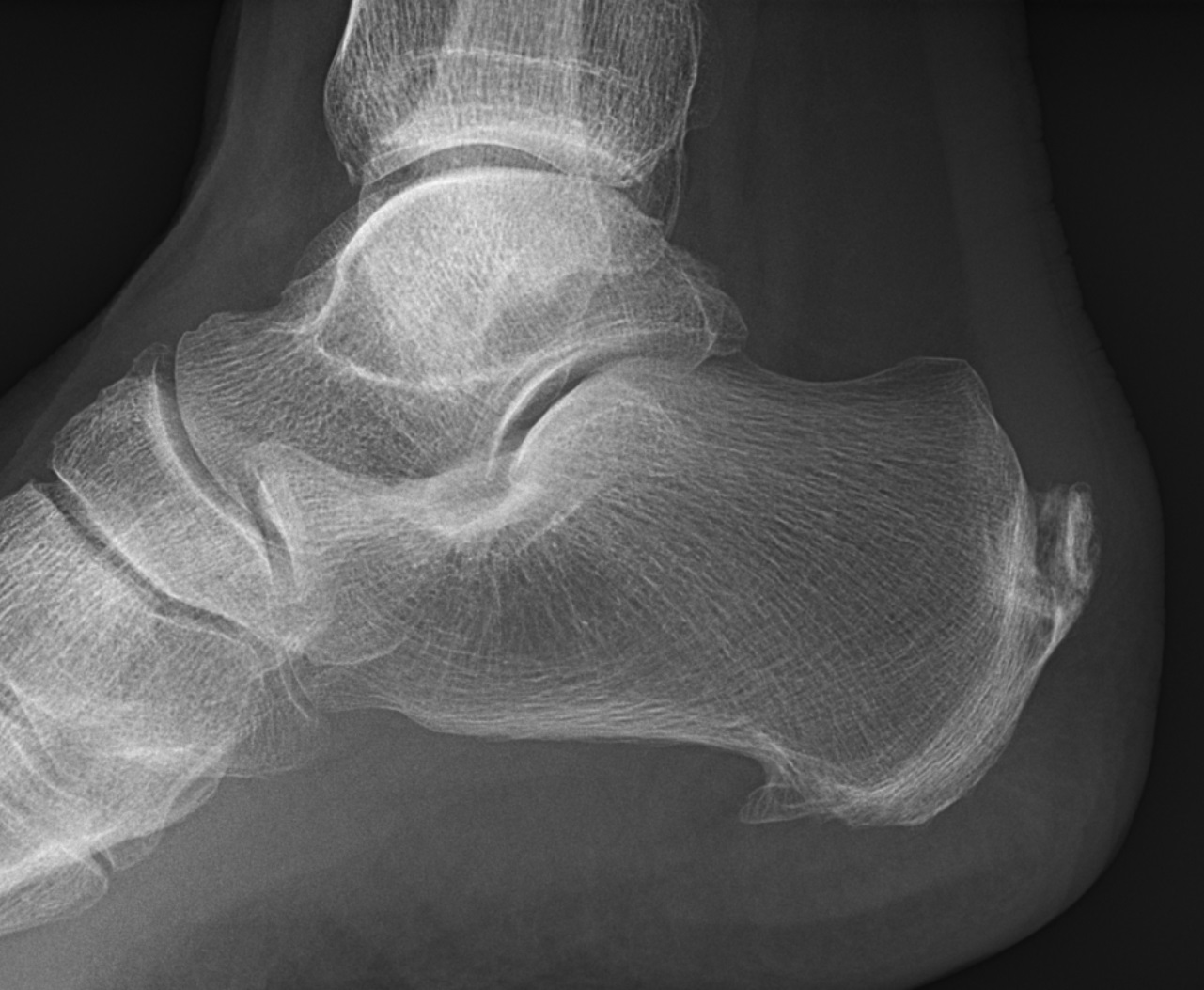
نابتة ارتكازية (نابوت ارتكازي)، تتكون من رواسب التكلس داخل وتر العرقوب عند مغرزه العقبي. وتر العرقوب أوسع من الطبيعي، مما يشير أيضًا إلى وجود التهاب